# Trestles
Trestles est une série de spots de surf à San Onofre State Beach dans le comté de San Diego en Californie. Généralement en septembre s'y déroule le Boost Mobile Pro of Surf épreuve du Championnat du monde de surf depuis 2000.

## Caractéristiques
Il est exposé à un ensemble de la houle les directions, il a des droits, gauches, les points, récifs, bancs de sable. 
Trestles est situé le long de la pointe de San Mateo qui est juste au sud de la ville de San Clemente et au nord de Basilone Rd. Il fait partie de San Onofre État Beach, qui à son tour être utilisé pour une parcelle de Camp Pendleton Marine Base. Trestles tire son nom d'une série de ponts de chemin de fer qui couvrent le petit étang (lagune / marais). 